# Солифлюкция

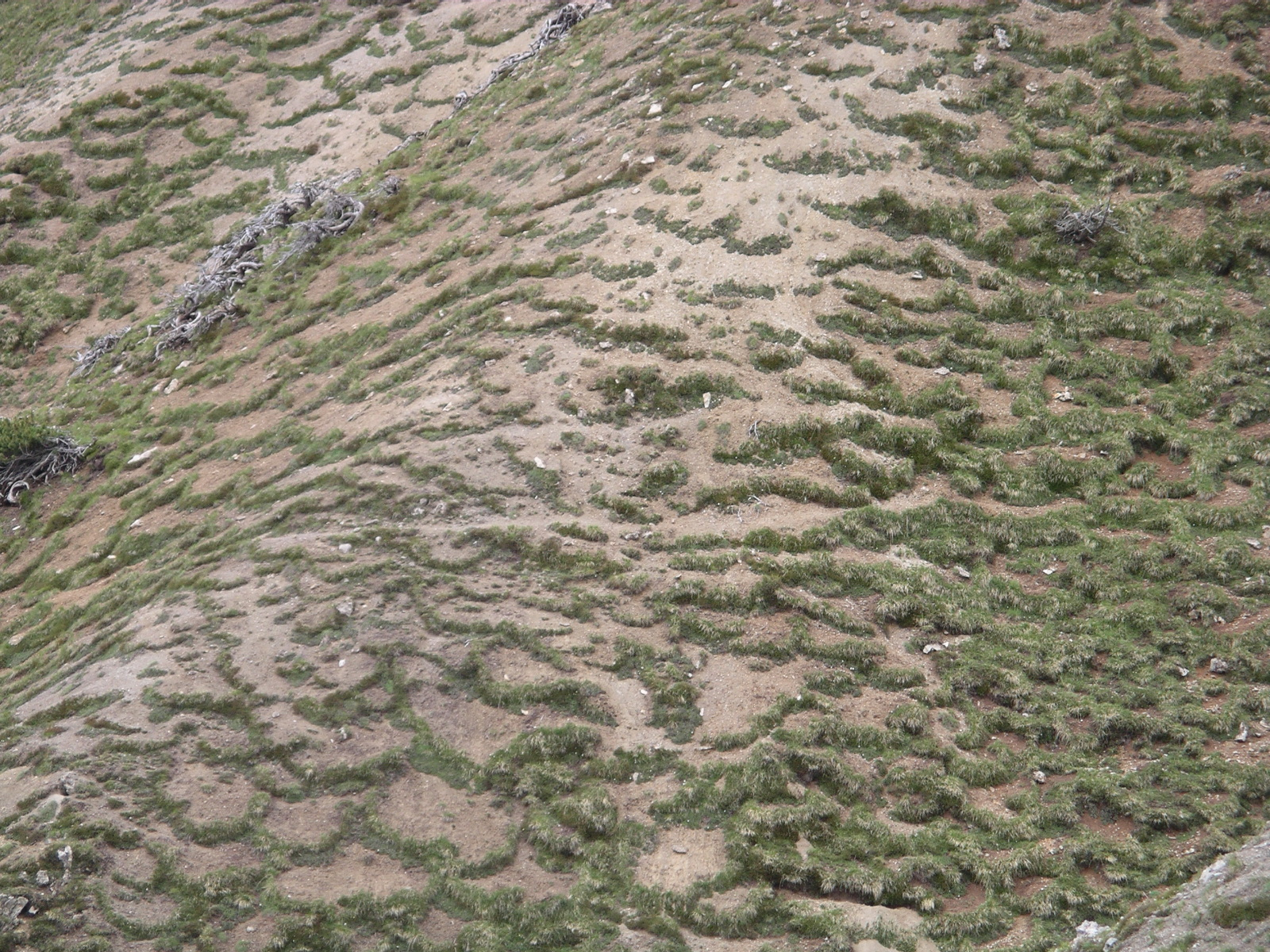

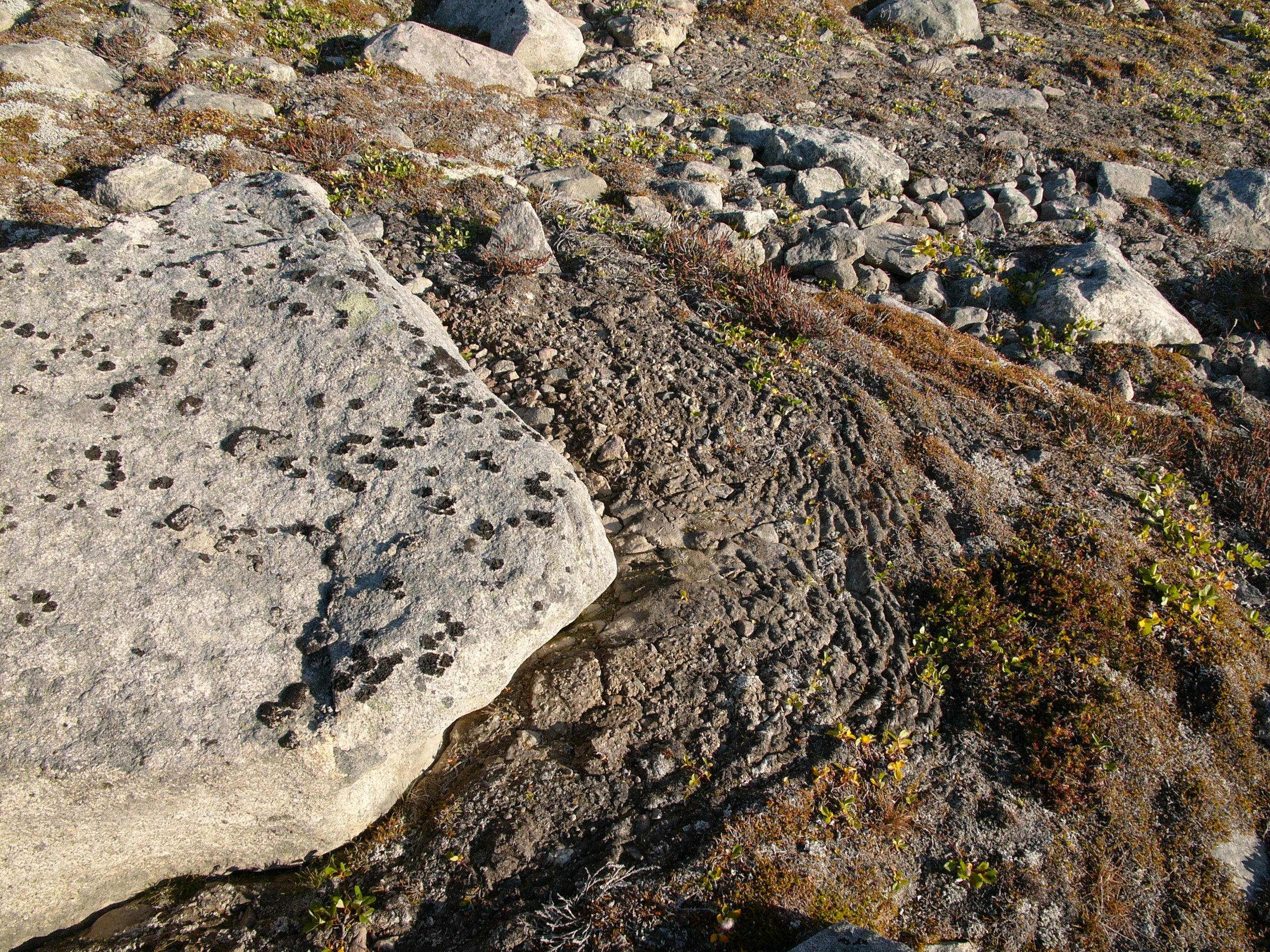
Солифлюкция

Солифлю́кция (лат. solum — почва и fluctio — истечение) — пластическое течение на склонах переувлажнённых (влажность близкая к пределу текучести) почв и тонкодисперсных грунтов в условиях их попеременного промерзания, протаивания и действия силы тяжести при наличии скользящего водоупора у подошвы сезонно-талого слоя. Явление широко распространено в зонах с многолетнемёрзлыми или глубоко и длительно промерзающими грунтами (тундра, лесотундра, Средняя и Восточная Сибирь, Канада, высокогорья). Мелкоземистый почвогрунтовой покров насыщается влагой от тающего снега или дождей, утяжеляется, становится вязкопластичным и начинает двигаться уже при уклонах в 2—3° по ещё не оттаявшей скользкой поверхности мёрзлого подстилающего слоя, убыстряясь при увеличении уклонов от нескольких сантиметров до метра в год. При этом на склонах возникают фестончатые наплывы, невысокие гряды и целые солифлюкционные террасы. Это имеет место даже на склонах с древостоем (преимущественно с лиственничным), образующим пьяный лес.
Выделяется два типа криогенных оползней:
1. криогенные оползни скольжения — смещение протаявших пород сезонно-талого слоя (СТС) по границе раздела мёрзлое-талое;
2. криогенные оползни течения (быстрая солифлюкция) — процесс разжижения пород сезонно-талого слоя (СТС) и их вязкого/вязкопластического течения по поверхности многолетних мёрзлых пород (ММП).

## Методы борьбы с солифлюкцией
Наиболее опасная солифлюкция возникает на обнаженных склонах. Растительный покров (дёрн) может служить борьбе с солифлюкцией. Кроме растительного покрова другие методы почти не работают. Можно выполнить дренирование склона, проведя в его верхней части дренажную канаву и пробив штольню, но это не изменит влажностный режим сезонно-талого слоя.